# Lista de prêmios e indicações recebidos por Jessica Lange
Este é um anexo da lista de prêmios e indicações recebidos por Jessica Lange, uma atriz de teatro, televisão e cinema estadunidense. Conhecida como uma das mais talentosas atrizes de todos os tempos. Vencedora de dois Óscars, cinco Globo de Ouro, três Emmys, um  Screen Actors Guild Awards e um Tony Awards. Lange foi consagrada com o termo The Triple Crown of Acting em 2016, por ter ganhado os principais prêmios do entretenimento Óscar (cinema), Emmy (televisão) e Tony Awards (teatro), faltando lhe apenas o Grammy Awards para se tornar uma artista EGOT.

## Prêmios de filmes

### Oscar
| Ano  | Trabalho nomeado | Categoria                | Resultado | Ref(s) |
| ---- | ---------------- | ------------------------ | --------- | ------ |
| 1983 | Tootsie          | Melhor Atriz Coadjuvante | Venceu    | [ 3 ]  |
| 1983 | Frances          | Melhor Atriz Principal   | Indicada  | [ 3 ]  |
| 1985 | Country          | Melhor Atriz Principal   | Indicada  | [ 4 ]  |
| 1986 | Sweet Dreams     | Melhor Atriz Principal   | Indicada  | [ 5 ]  |
| 1990 | Music Box        | Melhor Atriz Principal   | Indicada  | [ 6 ]  |
| 1995 | Blue Sky         | Melhor Atriz Principal   | Venceu    | [ 7 ]  |

### Bambi Awards
| Ano  | Trabalho nomeado               | Categoria                    | Resultado | Ref(s) |
| ---- | ------------------------------ | ---------------------------- | --------- | ------ |
| 1983 | The Postman Always Rings Twice | Best Actress – International | Venceu    | [ 8 ]  |
| 1983 | Tootsie                        | Best Actress – International | Venceu    | [ 8 ]  |

### Boston Society of Film Critics Awards
| Ano  | Trabalho nomeado | Categoria               | Resultado | Ref(s) |
| ---- | ---------------- | ----------------------- | --------- | ------ |
| 1983 | Tootsie          | Best Supporting Actress | Venceu    | [ 9 ]  |

### British Academy Film Awards
| Ano  | Trabalho nomeado | Categoria    | Resultado | Ref(s) |
| ---- | ---------------- | ------------ | --------- | ------ |
| 1983 | Tootsie          | Best Actress | Indicada  | [ 10 ] |

### Chicago Film Critics Association Awards
| Ano  | Trabalho nomeado | Categoria    | Resultado | Ref(s) |
| ---- | ---------------- | ------------ | --------- | ------ |
| 1995 | Blue Sky         | Best Actress | Indicada  | [ 11 ] |

### Golden Globe Awards
| Ano  | Trabalho nomeado | Categoria                          | Resultado | Ref(s)        |
| ---- | ---------------- | ---------------------------------- | --------- | ------------- |
| 1977 | King Kong        | Melhor Atriz Revelação do Ano      | Venceu    | [ 12 ] [ 13 ] |
| 1983 | Tootsie          | Melhor Atriz Coadjuvante em Cinema | Venceu    | [ 13 ]        |
| 1983 | Frances          | Melhor Atriz em Filme Dramático    | Indicada  | [ 13 ]        |
| 1985 | Country          | Melhor Atriz em Filme Dramático    | Indicada  | [ 13 ]        |
| 1990 | Music Box        | Melhor Atriz em Filme Dramático    | Indicada  | [ 13 ]        |
| 1995 | Blue Sky         | Melhor Atriz em Filme Dramático    | Venceu    | [ 13 ]        |
| 1998 | A Thousand Acres | Melhor Atriz em Filme Dramático    | Indicada  | [ 13 ]        |

### Golden Raspberry Awards
| Ano  | Trabalho nomeado | Categoria     | Resultado | Ref(s) |
| ---- | ---------------- | ------------- | --------- | ------ |
| 1999 | Hush             | Worst Actress | Indicada  | [ 14 ] |

### Joseph Plateau Awards
| Ano  | Trabalho nomeado | Categoria    | Resultado | Ref(s) |
| ---- | ---------------- | ------------ | --------- | ------ |
| 1985 | ?                | Best Actress | Venceu    |        |
| 1986 | ?                | Best Actress | Venceu    |        |

### Kansas City Film Critics Circle Awards
| Ano  | Trabalho nomeado | Categoria               | Resultado | Ref(s) |
| ---- | ---------------- | ----------------------- | --------- | ------ |
| 1982 | Tootsie          | Best Supporting Actress | Venceu    | [ 15 ] |

### Los Angeles Film Critics Association Awards
| Ano  | Trabalho nomeado | Categoria    | Resultado | Ref(s) |
| ---- | ---------------- | ------------ | --------- | ------ |
| 1982 | Frances          | Best Actress | 2º lugar  |        |
| 1994 | Blue Sky         | Best Actress | Venceu    |        |

### Los YoGa Awards
| Ano  | Trabalho nomeado | Categoria             | Resultado | Ref(s) |
| ---- | ---------------- | --------------------- | --------- | ------ |
| 1999 | Cousin Bette     | Worst Foreign Actress | Venceu    | [ 16 ] |
| 1999 | Hush             | Worst Foreign Actress | Venceu    | [ 16 ] |
| 1999 | A Thousand Acres | Worst Foreign Actress | Venceu    | [ 16 ] |

### Moscow International Film Festival Awards
| Ano  | Trabalho nomeado | Categoria    | Resultado | Ref(s) |
| ---- | ---------------- | ------------ | --------- | ------ |
| 1982 | Frances          | Best Actress | Venceu    |        |

### National Board of Review Awards
| Ano  | Trabalho nomeado | Categoria    | Resultado | Ref(s) |
| ---- | ---------------- | ------------ | --------- | ------ |
| 1982 | Frances          | Best Actress | 2º lugar  |        |
| 1985 | Sweet Dreams     | Best Actress | 2º lugar  |        |
| 1994 | Blue Sky         | Best Actress | 2º lugar  |        |

### National Society of Film Critics Awards
| Ano  | Trabalho nomeado | Categoria               | Resultado | Ref(s) |
| ---- | ---------------- | ----------------------- | --------- | ------ |
| 1982 | Tootsie          | Best Supporting Actress | Venceu    |        |
| 1982 | Frances          | Best Actress            | 2º lugar  |        |
| 1985 | Sweet Dreams     | Best Actress            | 2º lugar  |        |
| 1990 | Men Don't Leave  | Best Actress            | 3º lugar  |        |
| 1994 | Blue Sky         | Best Actress            | 2º lugar  |        |

### New York Film Critics Circle Awards
| Ano  | Trabalho nomeado | Categoria               | Resultado | Ref(s) |
| ---- | ---------------- | ----------------------- | --------- | ------ |
| 1982 | Tootsie          | Best Supporting Actress | Venceu    |        |
| 1982 | Frances          | Best Actress            | 2º lugar  |        |

### Sant Jordi Awards
| Ano  | Trabalho nomeado | Categoria            | Resultado | Ref(s) |
| ---- | ---------------- | -------------------- | --------- | ------ |
| 1996 | Blue Sky         | Best Foreign Actress | Venceu    |        |

### Satellite Awards
| Ano  | Trabalho nomeado | Categoria                                   | Resultado | Ref(s) |
| ---- | ---------------- | ------------------------------------------- | --------- | ------ |
| 2000 | Titus            | Best Supporting Actress in a Motion Picture | Indicada  | [ 17 ] |

### Screen Actors Guild Awards
| Ano  | Trabalho nomeado | Categoria              | Resultado | Ref(s) |
| ---- | ---------------- | ---------------------- | --------- | ------ |
| 1994 | Blue Sky         | Melhor Atriz Principal | Indicada  | [ 18 ] |

### Silver Frames
| Ano  | Trabalho nomeado               | Categoria                    | Resultado | Ref(s) |
| ---- | ------------------------------ | ---------------------------- | --------- | ------ |
| 1982 | The Postman Always Rings Twice | Best Foreign Movie Performer | Indicada  |        |

### Silver Ribbons
| Ano  | Trabalho nomeado | Categoria            | Resultado | Ref(s) |
| ---- | ---------------- | -------------------- | --------- | ------ |
| 1984 | Frances          | Best Foreign Actress | Indicada  | [ 19 ] |

### Stinkers Bad Movie Awards
| Ano  | Trabalho nomeado | Categoria     | Resultado | Ref(s) |
| ---- | ---------------- | ------------- | --------- | ------ |
| 1998 | Hush             | Worst Actress | Indicada  | [ 20 ] |

### Utah Film Critics Association Awards
| Ano  | Trabalho nomeado | Categoria    | Resultado | Ref(s) |
| ---- | ---------------- | ------------ | --------- | ------ |
| 1994 | Blue Sky         | Best Actress | Venceu    |        |

### Verona Film Festival Awards
| Ano  | Trabalho nomeado | Categoria    | Resultado | Ref(s) |
| ---- | ---------------- | ------------ | --------- | ------ |
| 1999 | A Thousand Acres | Best Actress | Venceu    |        |

## Prêmios de televisão

### Critics' Choice Television Awards
| Ano  | Trabalho nomeado                    | Categoria                               | Resultado | Ref(s) |
| ---- | ----------------------------------- | --------------------------------------- | --------- | ------ |
| 2012 | American Horror Story: Murder House | Melhor Atriz em Minissérie ou Telefilme | Indicada  | [ 21 ] |
| 2013 | American Horror Story: Asylum       | Melhor Atriz em Minissérie ou Telefilme | Indicada  | [ 22 ] |
| 2014 | American Horror Story: Coven        | Melhor Atriz em Minissérie ou Telefilme | Venceu    | [ 23 ] |
| 2015 | American Horror Story: Freakshow    | Melhor Atriz em Minissérie ou Telefilme | Indicada  | [ 24 ] |
| 2018 | Feud: Bette and Joan                | Melhor Minissérie (como produtora)      | Indicada  | [ 25 ] |
| 2018 | Feud: Bette and Joan                | Melhor Atriz em Minissérie ou Telefilme | Indicada  | [ 25 ] |

### Dorian Awards
Os Dorian Awards são entregues pela Gay and Lesbian Entertainment Critics Association (GALECA).
| Ano  | Trabalho nomeado              | Categoria                            | Resultado | Ref(s) |
| ---- | ----------------------------- | ------------------------------------ | --------- | ------ |
| 2011 | American Horror Story         | TV Performance of the Year           | Venceu    | [ 28 ] |
| 2012 | American Horror Story: Asylum | TV Performance of the Year – Actress | Venceu    | [ 29 ] |
| 2013 | American Horror Story: Coven  | TV Performance of the Year – Actress | Venceu    | [ 30 ] |
| 2013 | The Name Game (com o elenco)  | TV Musical Performance of the Year   | Indicada  | [ 30 ] |
| 2014 | Life on Mars?                 | TV Musical Performance of the Year   | Indicada  | [ 31 ] |

### GlamourAwards
| Ano  | Trabalho nomeado                  | Categoria                | Resultado | Ref(s) |
| ---- | --------------------------------- | ------------------------ | --------- | ------ |
| 2014 | American Horror Story: Freak Show | International TV Actress | Indicada  | [ 32 ] |

### Gold Derby TV e Film Awards
| Ano  | Trabalho nomeado                 | Categoria                        | Resultado | Ref(s) |
| ---- | -------------------------------- | -------------------------------- | --------- | ------ |
| 2009 | Grey Gardens                     | TV Movie/Mini Actress            | Indicada  | [ 33 ] |
| 2012 | American Horror Story            | TV Movie/Mini Supporting Actress | Venceu    | [ 34 ] |
| 2013 | American Horror Story: Asylum    | TV Movie/Mini Lead Actress       | Indicada  | [ 35 ] |
| 2014 | American Horror Story: Coven     | TV Movie/Mini Lead Actress       | Venceu    | [ 36 ] |
| 2015 | American Horror Story: Freakshow | TV Movie/Mini Lead Actress       | Indicada  | [ 37 ] |
| 2017 | Feud: Bette and Joan             | TV Movie/Mini Lead Actress       | Indicada  | [ 38 ] |

### Golden Globe Awards
| Ano  | Trabalho nomeado                 | Categoria                               | Resultado | Ref(s) |
| ---- | -------------------------------- | --------------------------------------- | --------- | ------ |
| 1993 | O Pioneers!                      | Melhor Atriz em Minissérie ou Telefilme | Indicada  | [ 39 ] |
| 1996 | A Streetcar Named Desire         | Melhor Atriz em Minissérie ou Telefilme | Venceu    | [ 40 ] |
| 2004 | Normal                           | Melhor Atriz em Minissérie ou Telefilme | Indicada  | [ 41 ] |
| 2010 | Grey Gardens                     | Melhor Atriz em Minissérie ou Telefilme | Indicada  | [ 42 ] |
| 2012 | American Horror Story            | Melhor Atriz Coadjuvante em Televisão   | Venceu    | [ 43 ] |
| 2013 | American Horror Story: Asylum    | Melhor Atriz em Minissérie ou Telefilme | Indicada  | [ 44 ] |
| 2014 | American Horror Story: Coven     | Melhor Atriz em Minissérie ou Telefilme | Indicada  | [ 45 ] |
| 2015 | American Horror Story: Freakshow | Melhor Atriz em Minissérie ou Telefilme | Indicada  | [ 46 ] |
| 2018 | Feud: Bette and Joan             | Melhor Atriz em Minissérie ou Telefilme | Indicada  | [ 47 ] |

### Gracie Awards
| Ano  | Trabalho nomeado | Categoria                                                 | Resultado | Ref(s) |
| ---- | ---------------- | --------------------------------------------------------- | --------- | ------ |
| 2013 | Normal           | Individual Achievement – Best Female Lead – Drama Special | Venceu    | [ 48 ] |

### IGN Summer Movie Awards
| Ano  | Trabalho nomeado              | Categoria       | Resultado | Ref(s) |
| ---- | ----------------------------- | --------------- | --------- | ------ |
| 2012 | American Horror Story: Asylum | Best TV Actress | Indicada  |        |

### Pan–American Association of Film & Television Journalists
| Ano  | Trabalho nomeado              | Categoria                                           | Resultado | Ref(s) |
| ---- | ----------------------------- | --------------------------------------------------- | --------- | ------ |
| 2012 | American Horror Story         | Best Supporting Actress in a Miniseries or TV Movie | Venceu    | [ 49 ] |
| 2012 | American Horror Story         | Best Cast in a Miniseries or TV Movie               | Indicada  | [ 49 ] |
| 2013 | American Horror Story: Asylum | Best Cast in a Miniseries or TV Movie               | ?         | [ 50 ] |
| 2013 | American Horror Story: Asylum | Best Lead Actress in a Miniseries or TV Movie       | ?         | [ 50 ] |

### People's Choice Awards
| Ano  | Trabalho nomeado                  | Categoria                          | Resultado | Ref(s) |
| ---- | --------------------------------- | ---------------------------------- | --------- | ------ |
| 2014 | American Horror Story: Freak Show | Favorite Sci-Fi/Fantasy TV Actress | Indicada  | [ 51 ] |

### Primetime Emmy Awards
| Ano  | Trabalho nomeado                    | Categoria                                           | Resultado | Ref(s) |
| ---- | ----------------------------------- | --------------------------------------------------- | --------- | ------ |
| 1996 | A Streetcar Named Desire            | Melhor Atriz em Minissérie ou Telefilme             | Indicada  | [ 52 ] |
| 2003 | Normal                              | Melhor Atriz em Minissérie ou Telefilme             | Indicada  | [ 53 ] |
| 2009 | Grey Gardens                        | Melhor Atriz em Minissérie ou Telefilme             | Venceu    | [ 54 ] |
| 2012 | American Horror Story: Murder House | Melhor Atriz Coadjuvante em Minissérie ou Telefilme | Venceu    | [ 55 ] |
| 2013 | American Horror Story: Asylum       | Melhor Atriz em Minissérie ou Telefilme             | Indicada  | [ 56 ] |
| 2014 | American Horror Story: Coven        | Melhor Atriz em Minissérie ou Telefilme             | Venceu    | [ 57 ] |
| 2015 | American Horror Story: Freak Show   | Melhor Atriz em Minissérie ou Telefilme             | Indicada  | [ 58 ] |
| 2017 | Feud: Bette and Joan                | Melhor Minissérie (como produtora)                  | Indicada  | [ 59 ] |
| 2017 | Feud: Bette and Joan                | Melhor Atriz em Minissérie ou Telefilme             | Indicada  | [ 59 ] |
| 2019 | American Horror Story: Apocalypse   | Melhor Atriz Convidada em Série Dramática           | Indicada  |        |

### PRISM Awards
| Ano  | Trabalho nomeado | Categoria                                    | Resultado | Ref(s) |
| ---- | ---------------- | -------------------------------------------- | --------- | ------ |
| 2009 | Sybil            | Best Performance in a TV Movie or Miniseries | Indicada  |        |
| 2010 | Grey Gardens     | Best Performance in a TV Movie or Miniseries | Indicada  |        |

### Satellite Awards
| Ano  | Trabalho nomeado             | Categoria                                                    | Resultado | Ref(s) |
| ---- | ---------------------------- | ------------------------------------------------------------ | --------- | ------ |
| 2003 | Normal                       | Best Actress – Miniseries or Television Film                 | Indicada  | [ 60 ] |
| 2009 | Grey Gardens                 | Best Actress – Miniseries or Television Film                 | Indicada  | [ 61 ] |
| 2011 | American Horror Story        | Special Achievement – Outstanding Performance in a TV Series | Venceu    | [ 62 ] |
| 2013 | American Horror Story: Coven | Best Actress in a Miniseries or TV Film                      | Indicada  | [ 63 ] |
| 2018 | Feud: Bette and Joan         | Best Actress – Miniseries or Television Film                 | Indicada  | [ 64 ] |

### Saturn Awards
| Ano  | Trabalho nomeado                  | Categoria                             | Resultado | Ref(s) |
| ---- | --------------------------------- | ------------------------------------- | --------- | ------ |
| 2011 | American Horror Story             | Best Actress on Television            | Indicada  |        |
| 2012 | American Horror Story: Asylum     | Best Supporting Actress on Television | Indicada  | [ 65 ] |
| 2013 | American Horror Story: Coven      | Best Actress on Television            | Indicada  | [ 66 ] |
| 2015 | American Horror Story: Freak Show | Best Actress on Television            | Indicada  | [ 67 ] |

### Screen Actors Guild Awards
| Ano  | Trabalho nomeado              | Categoria                               | Resultado | Ref(s) |
| ---- | ----------------------------- | --------------------------------------- | --------- | ------ |
| 2010 | Grey Gardens                  | Melhor Atriz em Minissérie ou Telefilme | Indicada  | [ 68 ] |
| 2012 | American Horror Story         | Melhor Atriz em Série Dramática         | Venceu    | [ 69 ] |
| 2013 | American Horror Story: Asylum | Melhor Atriz em Série Dramática         | Indicada  | [ 70 ] |
| 2014 | American Horror Story: Coven  | Melhor Atriz em Série Dramática         | Indicada  | [ 71 ] |
| 2018 | Feud: Bette and Joan          | Melhor Atriz em Minissérie ou Telefilme | Indicada  |        |

### Television Critics Association Awards
| Ano  | Trabalho nomeado      | Categoria                       | Resultado | Ref(s) |
| ---- | --------------------- | ------------------------------- | --------- | ------ |
| 2012 | American Horror Story | Individual Achievement in Drama | Indicada  | [ 72 ] |
| 2017 | Feud: Bette and Joan  | Individual Achievement in Drama | Indicada  | [ 73 ] |

## Prêmios de teatro

### Anton Chekhov Fine Arts Awards
Ao frequentar a Escola de Drama no prestigiado Teatro Guthrie em Minneapolis, Minnesota, Lange recebeu o Prêmio Anton Chekhov de Belas Artes.
| Ano | Trabalho nomeado | Categoria | Resultado | Ref(s) |
| --- | ---------------- | --------- | --------- | ------ |
| ?   | ?                | ?         | Venceu    |        |

### Drama Desk Awards
| Ano  | Trabalho nomeado              | Categoria                     | Resultado | Ref(s) |
| ---- | ----------------------------- | ----------------------------- | --------- | ------ |
| 2016 | Long Day's Journey into Night | Outstanding Actress in a Play | Venceu    | [ 74 ] |

### Laurence Olivier Awards
| Ano  | Trabalho nomeado              | Categoria    | Resultado | Ref(s) |
| ---- | ----------------------------- | ------------ | --------- | ------ |
| 2001 | Long Day's Journey into Night | Best Actress | Indicada  | [ 75 ] |

### Outer Critics Circle Awards
| Ano  | Trabalho nomeado              | Categoria                     | Resultado | Ref(s) |
| ---- | ----------------------------- | ----------------------------- | --------- | ------ |
| 1992 | A Streetcar Named Desire      | Best Actress – Play           | Indicada  | [ 76 ] |
| 2016 | Long Day’s Journey Into Night | Outstanding Actress in a Play | Venceu    | [ 77 ] |

### Theater World Award
| Ano  | Trabalho nomeado         | Categoria           | Resultado | Ref(s) |
| ---- | ------------------------ | ------------------- | --------- | ------ |
| 1992 | A Streetcar Named Desire | Theater World Award | Honrada   | [ 78 ] |

### Tony Awards
| Ano  | Trabalho nomeado              | Categoria              | Resultado | Ref(s) |
| ---- | ----------------------------- | ---------------------- | --------- | ------ |
| 2016 | Long Day's Journey into Night | Best Actress in a Play | Venceu    | [ 79 ] |